# Médéa
Pour les articles homonymes, voir Medea.
Médéa (prononcé [me.de.a]) (en arabe : المدية, en tamazight : ⵍⵎⴷⵉⵢⵜ) est une commune algérienne, chef-lieu de la wilaya de Médéa. 
Capitale du Titteri, elle est située à 90 km au sud-ouest d'Alger. Médéa est refondée au Xe siècle par Bologhine ibn Ziri, elle devient au XVIe siècle le siège du beylik du Titteri. La commune compte 138 355 habitants en 2008.

## Toponymie
Le nom de Médéa connaît des interprétations souvent contradictoires. Selon des sources historiques, la nomination fait référence à la fabrication de lemmdi par ses habitants qui veut dire le « couteau ». 
Le nom de ville selon une autre hypothèse, viendrait soit du latin ad Medias gîte d'étape de Maurétanie césarienne à égale distance de Tirinadi (Berrouaghia) et de Sufnsar (Amourah) sur la voie reliant la capitale Caesarea (Cherchell) à la colonie d'Auzia (Sour El Ghozlane), soit d'origine berbère de Lamdia, du nom d'une tribu sanhadja locale,.
Le toponyme a traversé les âges, conservant une constance depuis l'Antiquité. Le nom antique, Lambdia, a évolué au fil du temps pour devenir Al-Meddaya tout en maintenant une consonance similaire. Une légère transformation du "b" du nom antique en "d" s'est produite, simplifiant ainsi la prononciation. Les habitants de Médéa sont appelés Lemdani, se rapprochant ainsi davantage du terme antique que Médéen.

## Géographie

### Situation
Médéa, à 981 m d'altitude, est une ville de montagne de l'Atlas tellien. Capitale de la région montagneuse du Titteri, elle est située dans une dépression entre le massif de l'Ouarsenis au sud et l'Atlas blidéen au nord, au pied du djebel Nador qui culmine à 1 108 m d'altitude. La ville est bâtie en amphithéâtre sur un plateau incliné.
La commune se trouve au nord-ouest de la wilaya. La ville est située à 90 km au sud-ouest d'Alger, à 48 km à l'est de Khemis Miliana, à 24 km au sud de Blida et à 42 km au nord de Ksar el Boukhari.
| Tamesguida   | Tamesguida | El Hamdania |
| Draa Essamar | Médéa      | Ouzera      |
| Tizi Mahdi   | Tizi Mahdi | Ouzera      |

### Climat
Le climat à Médéa, est chaud et tempéré. En été les pluies sont moins importantes qu'elles ne le sont en hiver. La classification de Köppen est de type Csa. La température moyenne  est de  15 °C et la moyenne des précipitations annuelles dépasse 700 mm.
| Mois                                | jan. | fév. | mars | avril | mai | juin | jui. | août | sep. | oct. | nov. | déc. | année |
| ----------------------------------- | ---- | ---- | ---- | ----- | --- | ---- | ---- | ---- | ---- | ---- | ---- | ---- | ----- |
| Température minimale moyenne (°C)   | 4    | 4    | 5    | 8     | 11  | 15   | 19   | 19   | 16   | 12   | 7    | 5    | 11    |
| Température moyenne (°C)            | 7    | 8    | 10   | 12    | 16  | 21   | 25   | 25   | 21   | 16   | 12   | 8    | 15    |
| Température maximale moyenne (°C)   | 13   | 14   | 15   | 18    | 22  | 27   | 32   | 32   | 28   | 22   | 17   | 13   | 21    |
| Précipitations (mm)                 | 102  | 91   | 77   | 70    | 44  | 23   | 6    | 11   | 33   | 70   | 83   | 97   | 712   |
| Nombre de jours avec précipitations | 10   | 11   | 11   | 9     | 9   | 4    | 2    | 2    | 5    | 7    | 10   | 11   | 96    |

| Diagramme climatique                                  |       |       |       |        |        |       |        |        |        |       |       |
| J                                                     | F     | M     | A     | M      | J      | J     | A      | S      | O      | N     | D     |
| 134102                                                | 14491 | 15577 | 18870 | 221144 | 271523 | 32196 | 321911 | 281633 | 221270 | 17783 | 13597 |
| Moyennes : • Temp. maxi et mini °C • Précipitation mm |       |       |       |        |        |       |        |        |        |       |       |

### Tectonique
Dans la nuit du 28 au 29 mai 2016, un séisme d'une magnitude de 5,3 frappe la ville de Médéa, faisant 29 blessés.

### Secteurs, lieux-dits

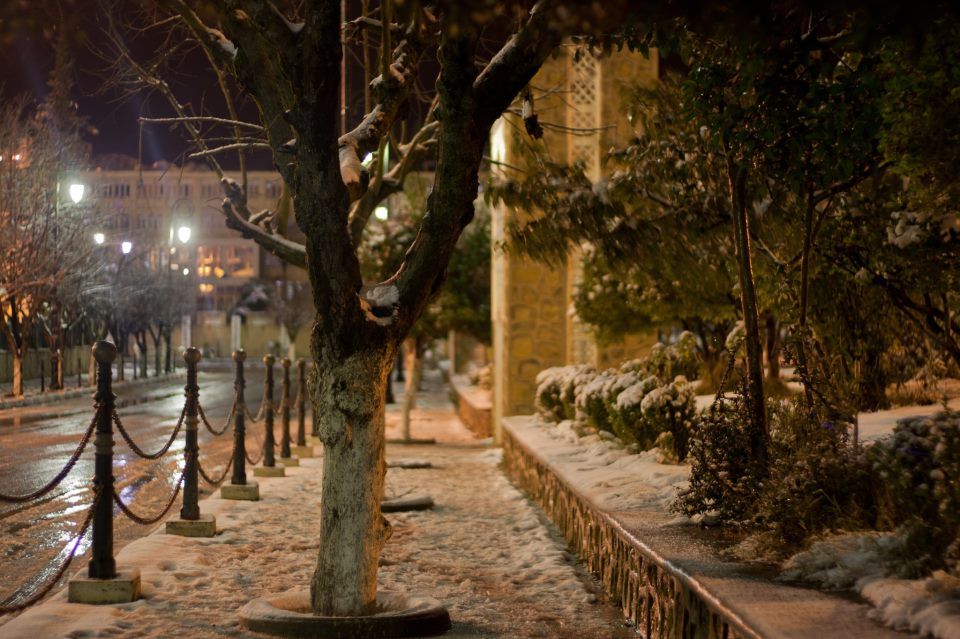
Sous la neige.

En 1984, la commune de Médéa est constituée à partir des lieux-dits suivants :
- Médéa-ville
- Ain El Araïs (Est)
- R'Mali
- Merdjechkir
- Kouala
- Taniet m Hadjar
- Takbou
- Oued Zitoun
- Batti
- Talaïche
- Takhabit
- El Kouteb
- Ghezarghza
- Sidi Amar Chelaalaa
- Koutiten
- Sidi Abdelaziz
- Ain D'Heb
- Beni Atteli
- Dakhla
- Aboucha

### Géographie humaine
Médéa est desservie par deux routes principales :
- la route nationale 1[5] vers Blida au nord (par les gorges du Chiffa)[14], qui rejoint l'autoroute A1 vers Alger ; vers Laghouat et le Sahara au sud ;
- la route nationale 18 vers Djendel à l'ouest[14].

### Végétation
La ville de Médéa est bâtie au pied de coteaux couverts de vignobles et de vergers, où, poussent les arbres fruitiers. Quelques villages se sont développés au voisinage où la culture des céréales s’associe à celle de la vigne.

## Histoire

### Antiquité
Médéa occupe l’emplacement d’un établissement romain, Lambdia. Des indices matériels témoignent de l'emplacement de la ville de Médéa sur un établissement romain tel que l'aqueduc et des objets archéologiques découverts après la conquête française. Le site de Médéa a été choisi pour la fondation d'un camp militaire et la construction d'un rempart défensif. Cet établissement reliait Berrouaghia à Miliana, selon le parcours de crête secondaire.

### Époque arabo-musulmane
Médéa est refondée par Bologhine ibn Ziri au Xe siècle, en même temps que sont créées Alger et Miliana. Elle joue un rôle important au Moyen Âge.
Selon Ibn Khaldoun, ce territoire était habité par la tribu sanhadjienne des Lamdiyya, dont le nom survit dans l’ethnique Lemdānī que portent les personnes originaires de Médéa. Il mentionne que la région de Médéa comme celles d'Alger, Blida et M'Sila font alors partie du territoire de la grande confédération des tribus berbères sanhadjas, devenues très puissante sous Ziri ibn Menad qui réussit à les unifier au Xe siècle. Mais épuisées par des luttes incessantes contre les Berbères nomades (les Zénètes et les Almoravides à l'ouest) et le harcèlement des tribus nomades arabes au sud, les tribus ne peuvent résister au coup final que leur portent les Almohades. 
Puis un gouverneur zianide est installé dans la ville, dès le règne de Yaghmoracen Ibn Ziane. Léon l'Africain la décrit comme une ville fertile, riche grâce à son commerce.

### Période ottomane

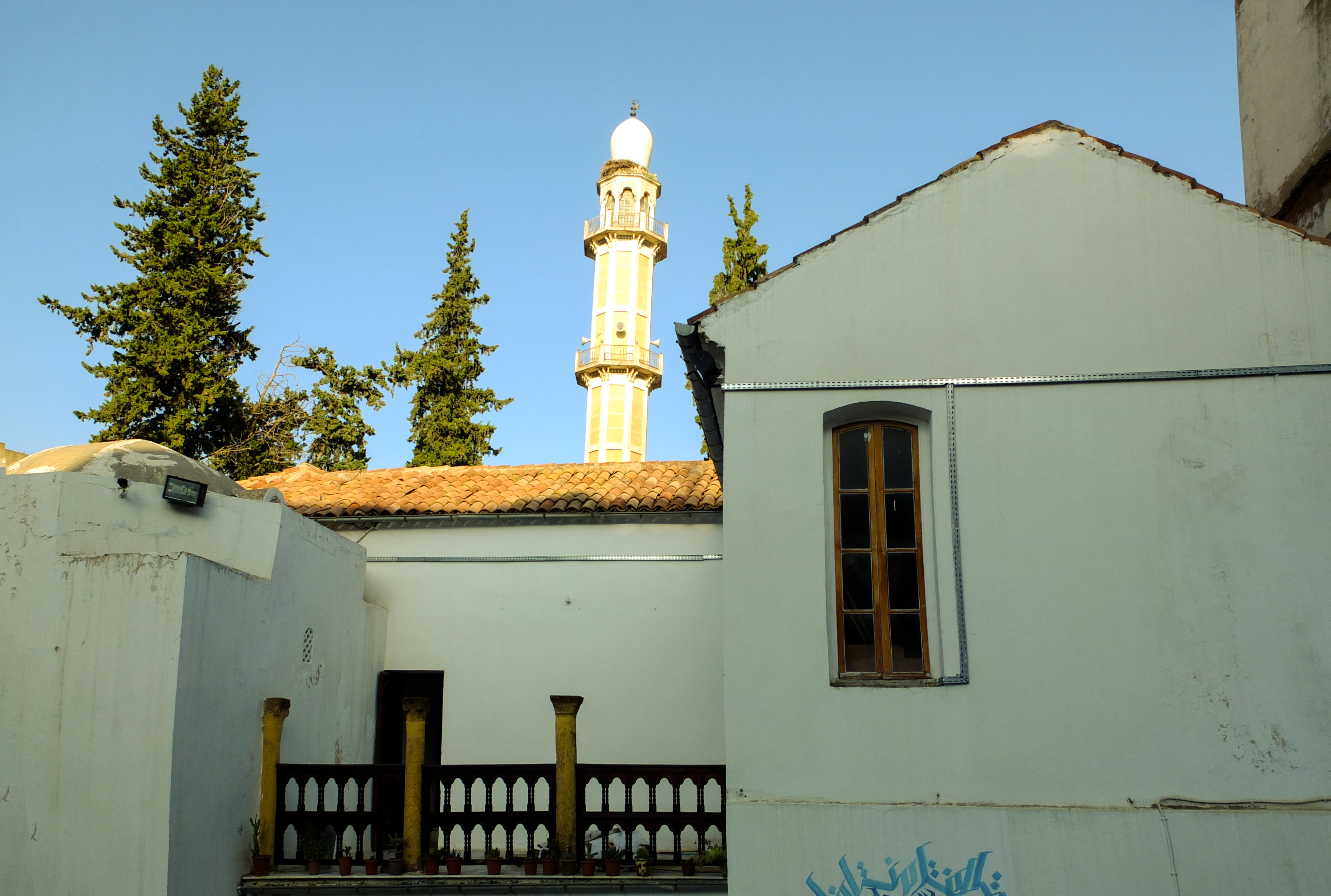
Ancienne demeure du bey, et la mosquée Al-Maliki construite durant la période ottomane.

Après avoir pris Alger en 1516, Arudj Barberousse occupe Médéa en 1517 et y installe une garnison d’infanterie turque avec quelques cavaliers andalous émigrés d'Espagne. Dans le cadre de la régence d'Alger, Médéa devient la capitale du beylik du Titteri, l'un des quatre provinces de la régence, résidence des beys, sous Hassan Pacha en 1548. Les beys n’exerçaient toutefois aucune autorité sur les habitants de la ville qui étaient soumis à un ḥākim. 
Malgré son rôle de capitale régionale, la ville avait une importance moyenne. Son originalité lui vient de sa fonction économique, en tant que grand centre d'échanges. Elle était la dernière étape des caravanes venant du Sud et la zone de contact entre deux économies complémentaires : celle du Tell et celle des Hautes Plaines. Par ailleurs un groupe de commerçants très actifs assuraient le ravitaillement de l'ensemble de la population du Titteri en produits de provenance d'Alger. Comme Blida, elle doit son essor à la culture des arbres fruitiers, développée surtout par les musulmans andalous. Marmol voyageur du XVIIe siècle, parle de ce commerce et de l'abondance en blé et en troupeaux. Le commerce a influé sur le niveau de vie des habitants qui possédaient de belles maisons et une mosquée splendide.

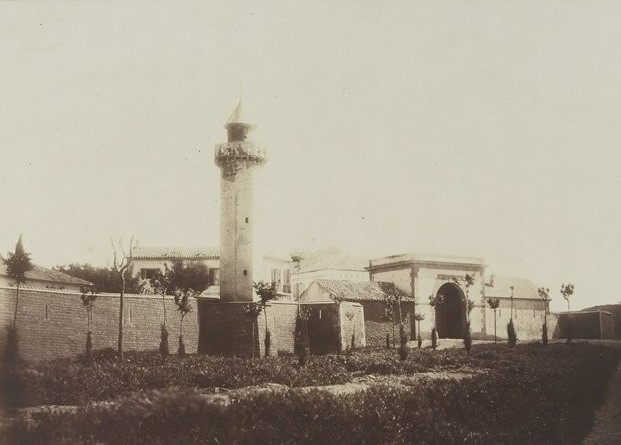
Porte et minaret de Médéa au milieu du XIXe siècle.

La ville était peuplée par hadars, des kouloughlis et des Turcs surtout des retraités. Le quartier élevé appelé Dakhla, était habité par les kouloughlis et abritait les bâtiments administratifs et militaires. La ville basse composée des maisons plus anciennes et de bâtiments d'utilité publique, était habitée par le reste de la population. Le nombre des habitants de Médéa est difficile à déterminer de manière définitive. Avant 1839, les estimations des auteurs ne dépassent pas 10 000 habitants. Sa population urbaine aurait subi une régression au début du XIXe siècle. Après 1830, les chiffres oscillent entre 4000 et 7000 habitants. Le dernier bey, Mostéfa Boumezrag, la dirige de 1819 à 1830, date de la conquête de l'Algérie par la France.

### Période de la colonisation française

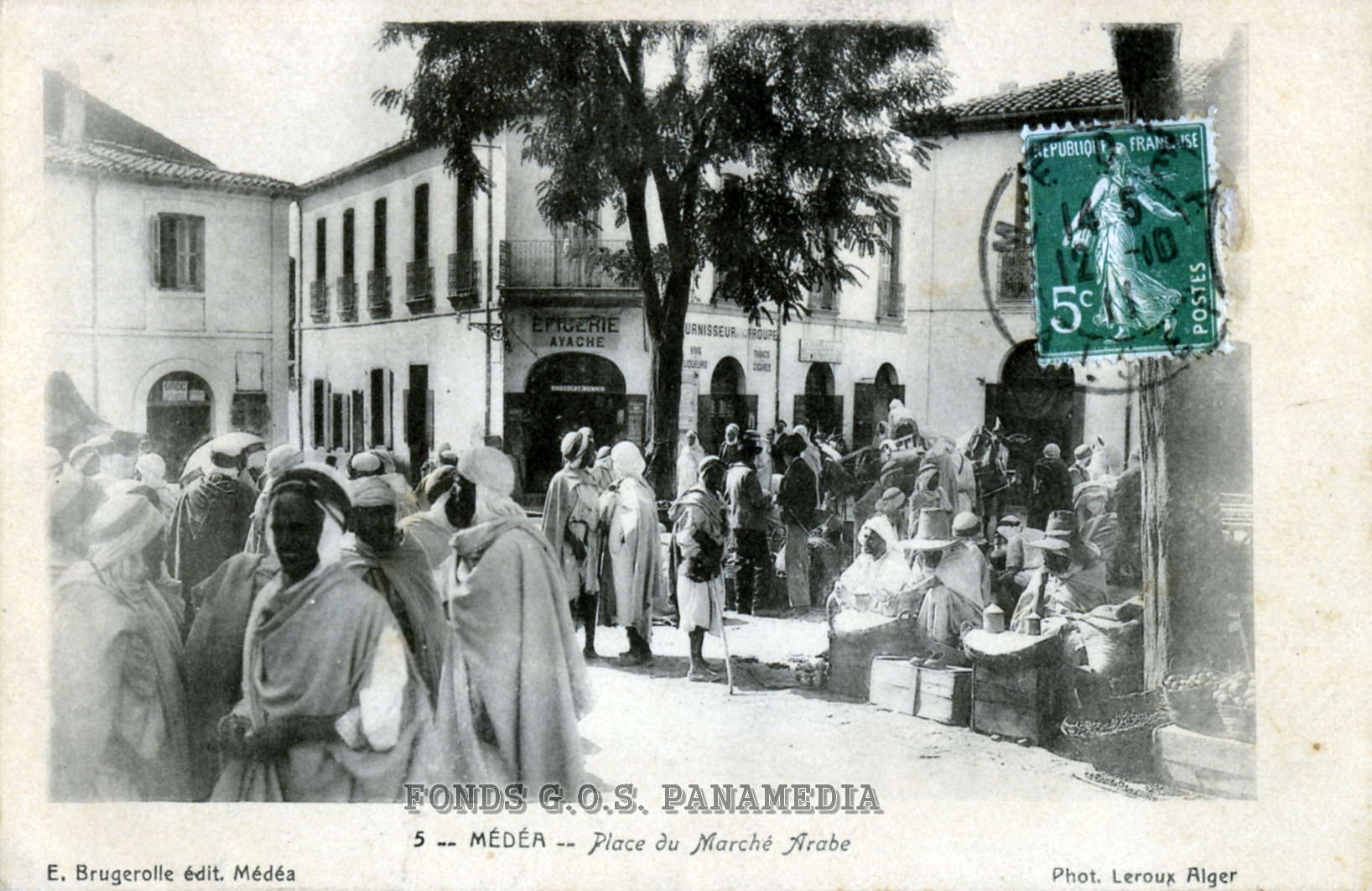
La place du marché arabe, avec l'épicerie Ayache vers 1910.

Après la prise d'Alger en juin 1830 par les troupes du maréchal de Bourmont et le retrait d'Hussein Dey, Mostéfa Boumezrag reconnaît d'abord le nouveau pouvoir, puis déclare son insoumission à la suite des exactions commises à Alger, participant dès lors à la rébellion aux alentours de cette ville.
En novembre 1830, le nouveau commandant en chef français, le général Clauzel, qui envisage une conquête facile de l'ensemble du pays, lance une expédition et s'empare de Blida puis de Médéa (22 novembre). Mostéfa Boumezrag réussit à quitter la ville, mais se rend peu après. Clauzel nomme un nouveau bey, Mostéfa ben Omar, lui laissant une garnison française, puis repart à Alger. Dès la fin du mois, Blida doit être évacuée et une colonne de renfort (général Boyer) doit être envoyée à Médéa, attaquée par les tribus de la région. La situation paraissant rétablie, les troupes françaises sont évacuées. Cet échec relatif du général Clauzel est une des raisons de son départ au début de 1831.

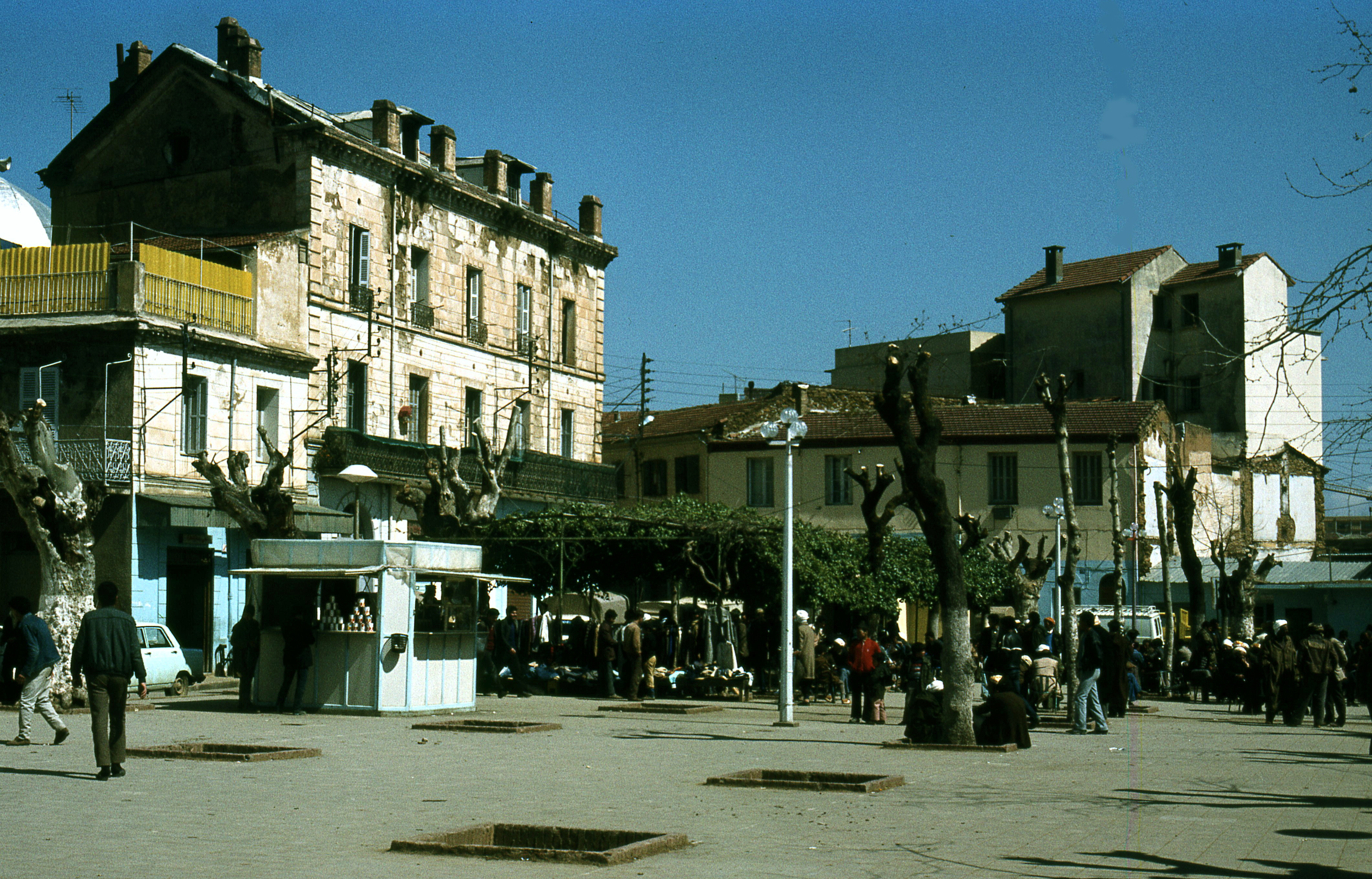
La ville coloniale en 1984.

La rébellion reprend un peu plus tard sous la direction du fils de Mostéfa Boumezrag, Oulid. En juin 1831, le général Berthezène (nouveau commandant en chef) dirige une deuxième expédition à Médéa le 29 juin ; Oulid Boumezrag refusant l'affrontement direct, Berthezène parcourt la région en détruisant les récoltes, puis quitte Médéa le 2 juillet en emmenant Ben Omar. Cette opération, considérée comme une défaite de l'Armée française, renforce les rebelles. En 1836, une nouvelle expédition, sans résultats est menée. 
Le traité de la Tafna, conclu en 1837 entre le maréchal Bugeaud et l'émir Abd el-Kader, accorde à celui-ci, entre autres, le contrôle de la province du Titteri. Médéa devient donc une des capitales de l'émirat d'Abd el-Kader. Sa population est à l'époque voisine de 5 000 habitants. Il confie le beylik à son frère Mustapha. 
En 1840, l'armée française reprend possession de Médéa. La ville subit à chaque expédition, les mêmes ravages et sa population est contrainte de se déplacer lors de son occupation définitive. En 1850, Médéa abrite l'une des trois « médersas » créées par les autorités coloniales, les deux autres sont situées à Constantine et Tlemcen ; peu après elle est transférée à Alger. 
Dans les années 1950, le Larousse du XXe siècle qualifie Médéa de jolie ville dont la région prospère est riche en produits agricoles comme les vins, les céréales, les asperges et les olives.  
En 1956, elle devient le chef-lieu du département de Médéa, qui correspond à l'ancien arrondissement du même nom du département d'Alger.

## Démographie
La commune de Médéa compte 138 355 habitants selon le recensement de 2008, c'est la commune la plus peuplée de sa wilaya. La population de l'agglomération est de 145 441 en 2008.
| 1950   | 1977   | 1987   | 1998    | 2008    |
| ------ | ------ | ------ | ------- | ------- |
| 18 395 | 57 828 | 81 655 | 128 427 | 145 441 |

## Économie
La ville a une position de commandement sur l'axe reliant Alger au Sud algérien. Les vins des coteaux de Médéa sont renommés et exportés. 
Elle dispose également d'un tissu industriel. À Médéa, se trouve l'une des plus grandes unités de production pharmaceutique d'Algérie en antibiotiques du Groupe Saidal, ainsi que des fabriques de chaussures et de vestes en cuir à Takbou, toutefois ce secteur a connu un repli depuis les années 1990.

## Urbanisme

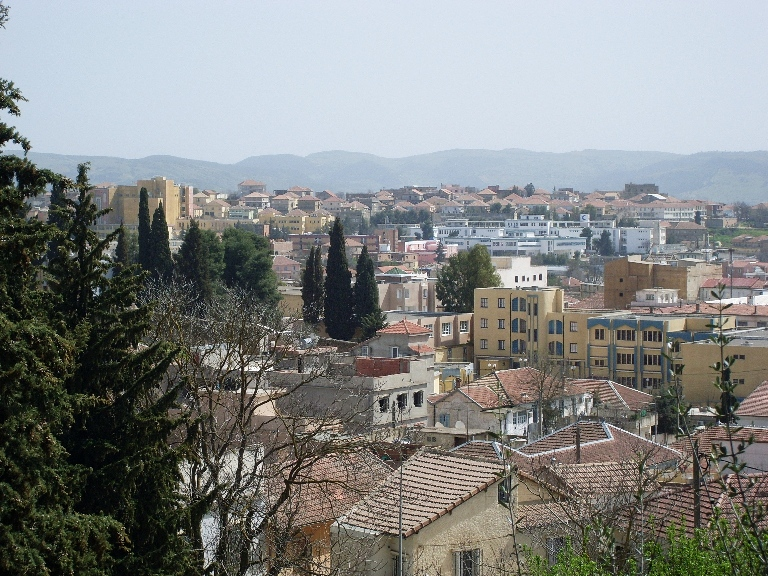
Vue sur le tissu urbain depuis Bab El gorte.

La ville de Médéa se caractérise par une sédimentation des épisodes historiques. L'ancien noyau urbain est influencé par l'architecture ottomane, il renferme le plus grand nombre de vestiges datant de cette époque, parmi lesquels la casbah de Médéa, constituée de maisonnettes, de boutiques d'artisans. La ville précoloniale, se distinguait par son architecture des villes voisines d'Alger et de Blida, ceci surprit les auteurs de l'époque qui voyageaient depuis Alger, les maisons avaient des murs bruns et bordées de trottoirs et n'avaient pas de terrasses, mais des toits inclinés couverts de tuiles.
La partie coloniale est caractérisée par sa trame régulière et ses immeubles haussmanniens. Des travaux de restructuration et de transformation de la ville ont commencé dès 1842. Une partie du tissu urbain est rasée pour la construction de la caserne. Une autre partie est percée par de larges rues et une place connue sous le nom de « place d'arme » est créée, ainsi que d'autres places. Un nouveau quartier européen est créé au nord de la ville selon deux axes perpendiculaires qui s'accompagne par l'édification de plusieurs édifices publics destinés à cette nouvelle population. En 1915, la ville connait sa première extension extra-muros vers le Nord et l'Est. Dès la Seconde Guerre mondiale, une partie de l'enceinte est démolie.
La ville connait un phénomène de conurbation qui a résulté de l'étalement urbain de l'agglomération, qui ne cesse de s'étendre vers les communes limitrophes, car la commune connait une pénurie d'espaces constructibles, associée à une croissance démographique rapide. Un plan d'aménagement urbain du Grand Médéa a été élaboré, l'expansion urbaine projetée concerne plusieurs communes proches du chef-lieu, à savoir Draa Essamar, à l'Ouest, Tamesguida au Nord, et Ouzera à l'Est.

## Patrimoine
La vieille ville de Médéa, dont les  premières édifications remontent à plusieurs siècles, a été classé au patrimoine culturel algérien. L'influence ottomane est toujours visible, dans l'ancien noyau urbain qui renferme de nombreux lieux de culte et de résidences réservés au bey et à son sérail. 
La ville précoloniale comptait quatre mosquées. La mosquée Al-Maliki a été reconstruite par la Bey Mostéfa Boumezrag en 1820. La mosquée verte de Médéa a été construite en 1583, transformée vers 1840 en église, la mosquée est restituée au culte musulman, en 1883. Elle se caractérise par son style architectural ottoman, elle est constituée de minarets en forme cylindrique, correspondant au type oriental. Le minaret de Djamaâ Lahmar (« mosquée rouge ») est l'unique vestige  de ce lieu de culte. D'une hauteur de 18 m, il se distingue par sa forme géométrique cylindrique, caractéristique du cachet architectural ottoman. La mosquée Al Djedid est la première mosquée construite à l'époque coloniale, inaugurée en 1932. Après l'indépendance, une nouvelle mosquée remarquable est construite en centre-ville, sur la place du 1er Novembre. 
En outre, la ville abrite la résidence des beys du Titteri, Dar El-Bey qui remonte au 16e ou 18e siècle selon les hypothèses, qu'occupa pendant quelque temps l'Emir Abdelkader. De nos jours, elle est devenue un musée : le Musée National d'Art et Tradition Populaire. La résidence d'été à la périphérie ouest de l'ancienne ville, appelée « Haouch El-Bey » est presque en état de ruines.
Parmi les autres vestiges qui ont connu des travaux de restauration récents : le fortin ottoman de M'Sallah et le mausolée de Sidi Sahraoui, l'un des « saints patrons » de la ville. Une partie de la muraille au lieu-dit «Bab lakouas» (la porte des colonnes), porte des aqueducs qui remontent à la période romaine, canalisant sur plusieurs kilomètres l'eau potable. Il subsiste également des vestiges des remparts (Bab el Akouas, Bab el Berkani et Bab el Koust) ; la zaouïa Sidi Slimane ainsi que le mausolée d'El Berkani, lieutenant de l'Emir Abdelkader, qui défendit la ville. 

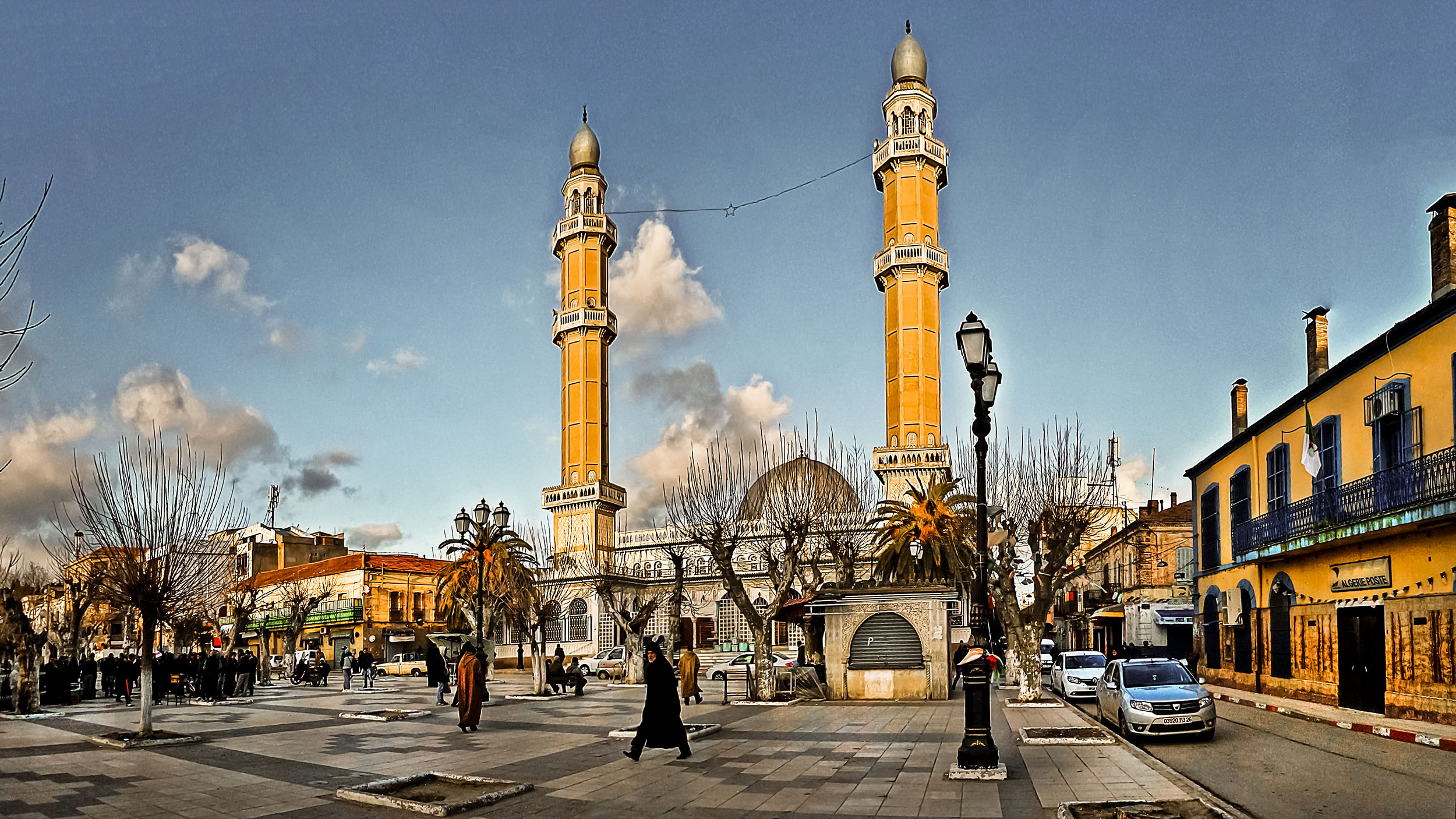
Place du 1er novembre au centre-ville et la nouvelle mosquée.
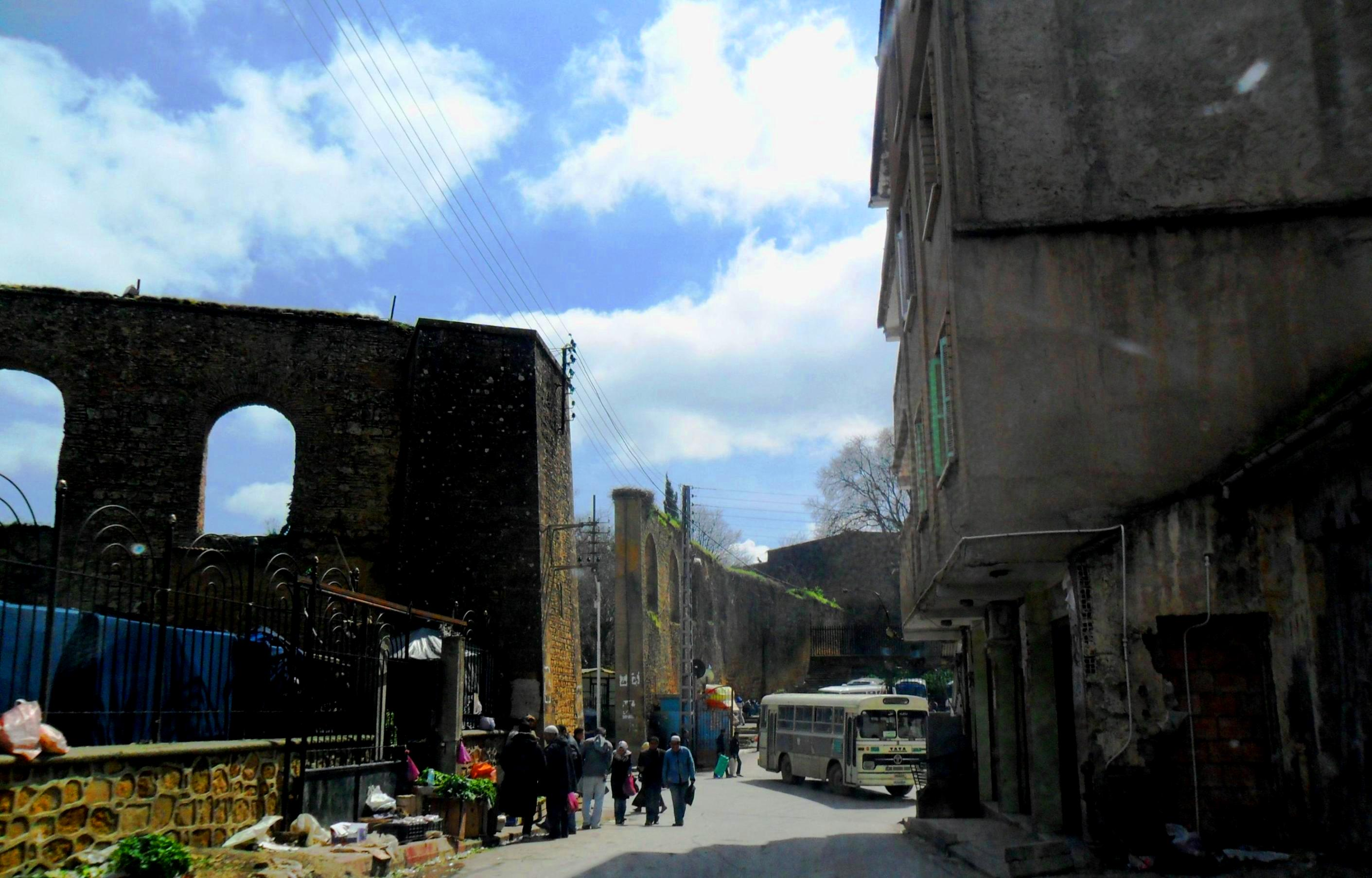
L'aqueduc ou Bab Lqwas
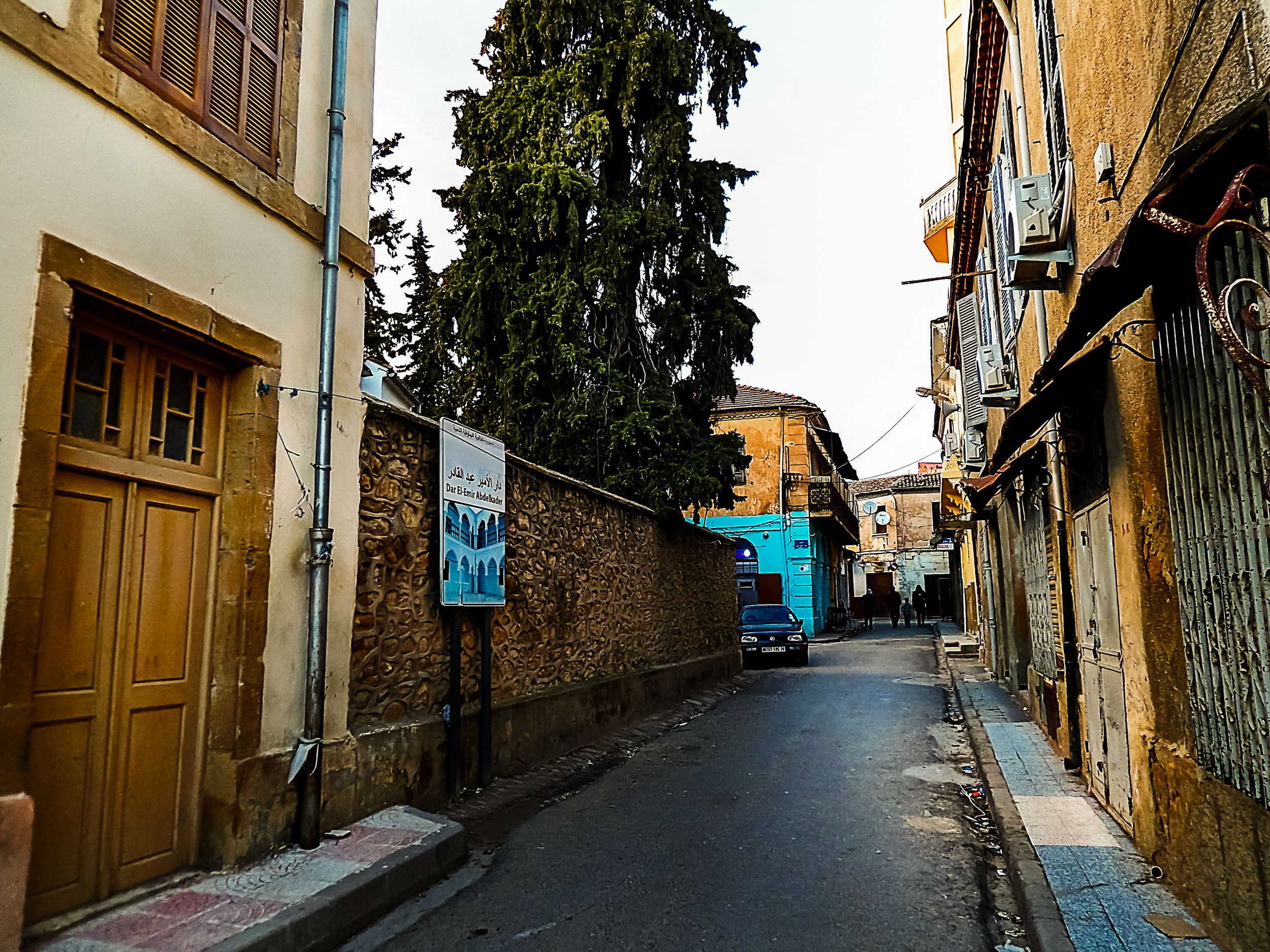
Rue de la vieille ville.
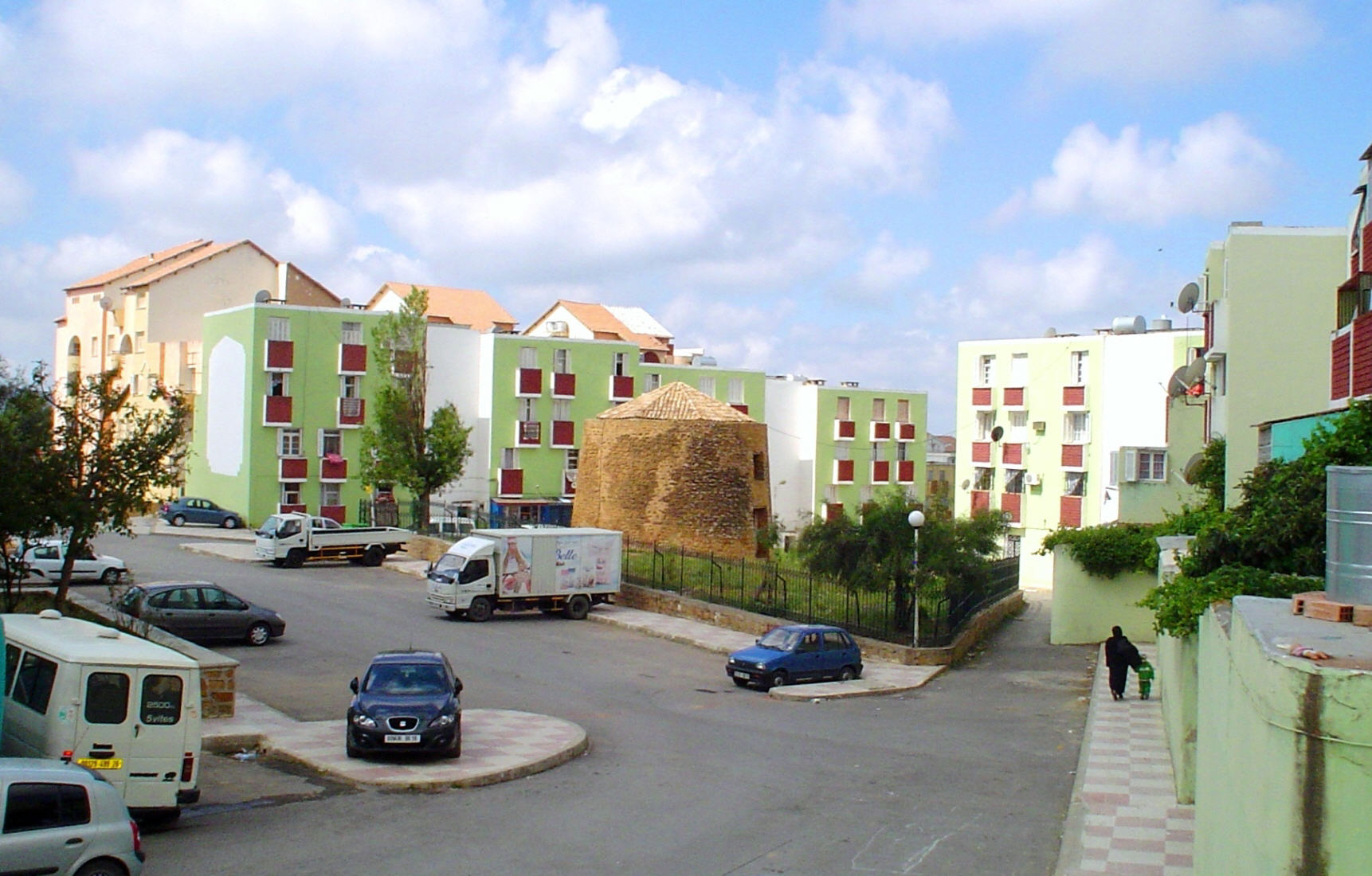
Le fortin ottoman de M'sallah
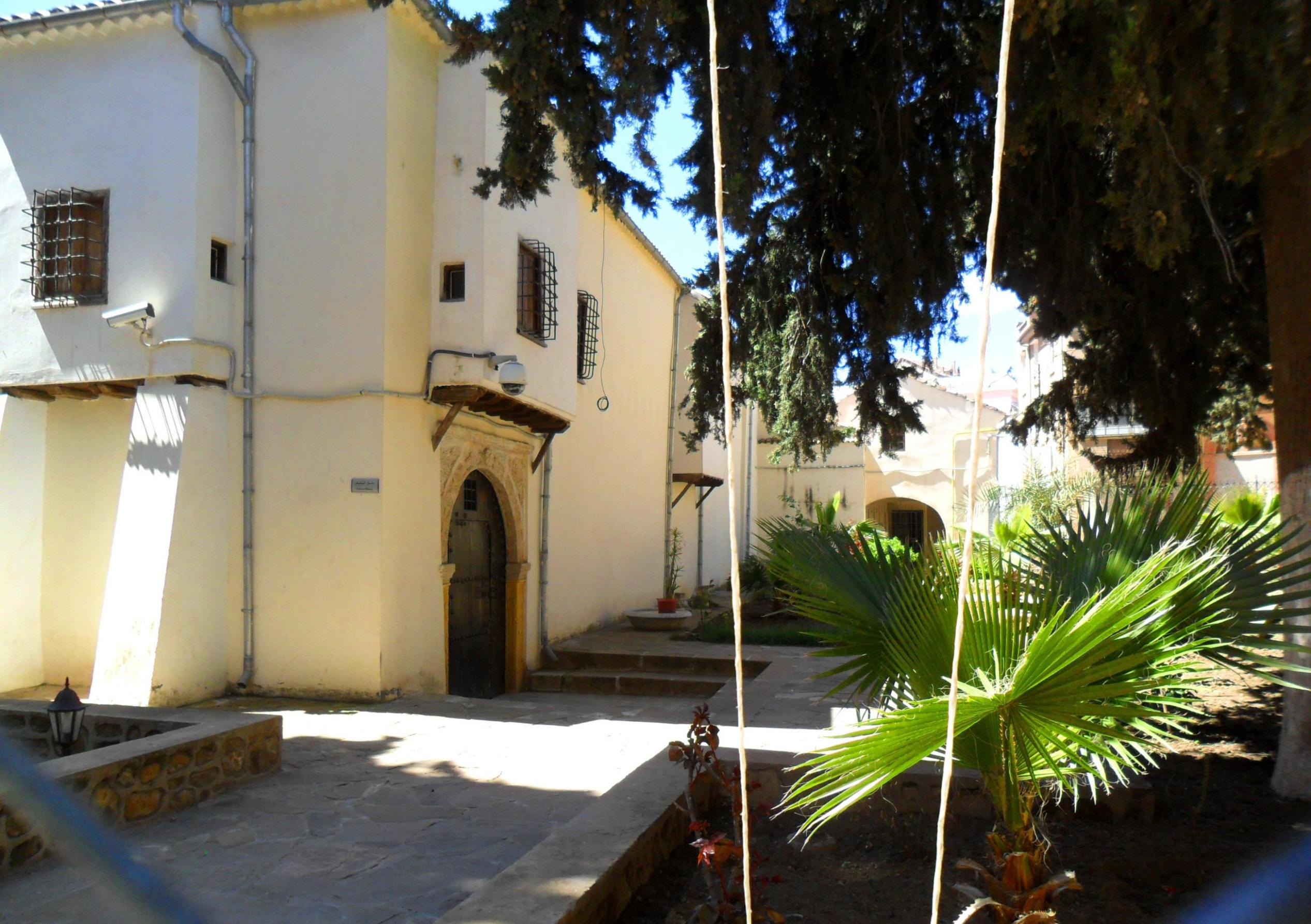
Maison de l'émir Abdelkader

## Culture

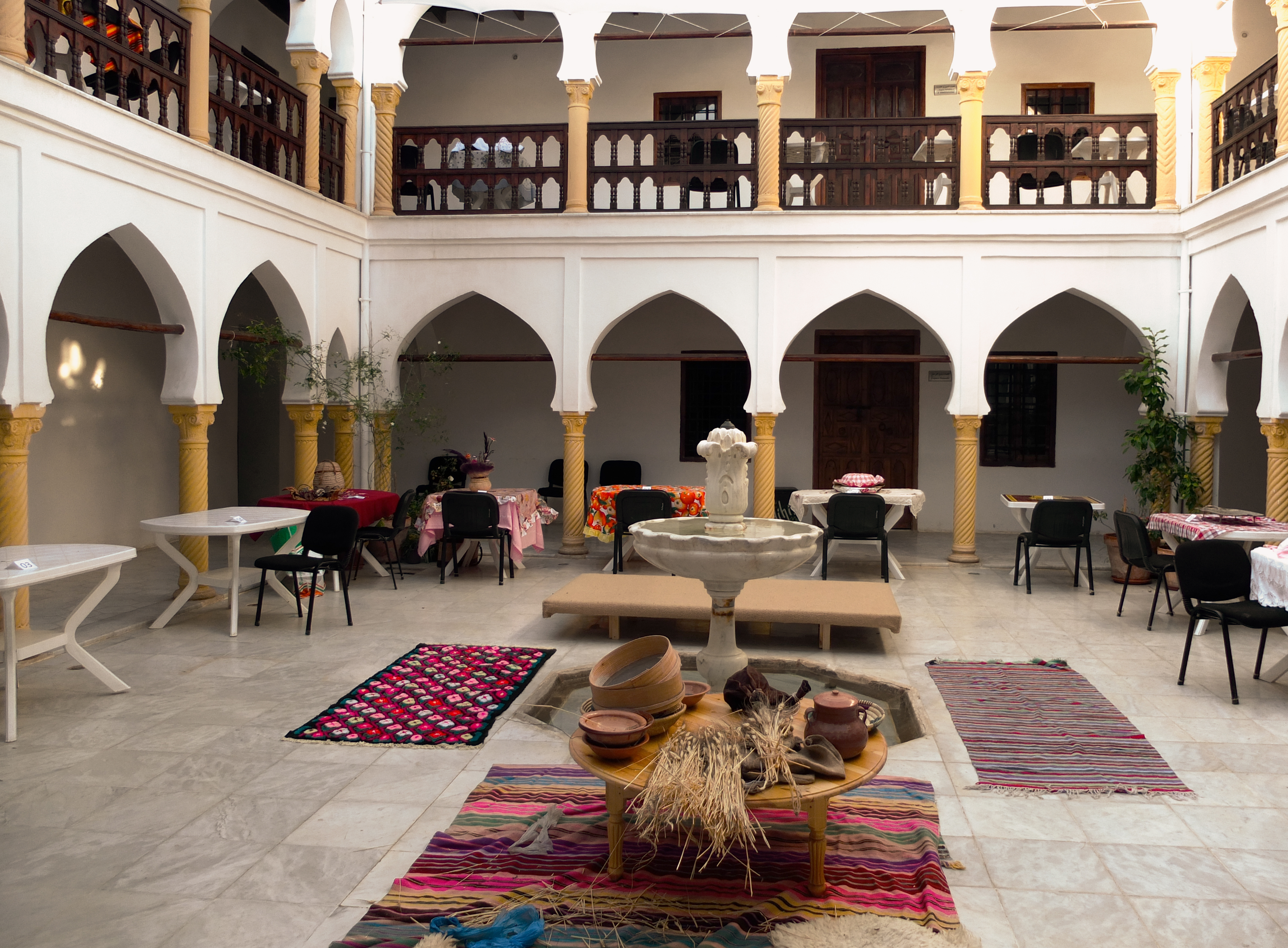
Exposition dans le musée.

Médéa abrite le Musée national des arts et traditions populaires depuis 2011. Ce musée a élu domicile dans la palais appelé « Dar El amir Abdelkader », qui était la résidence des Beys du Titteri, puis le siège de la résistance de l'Emir Abdelkader dans la région. Parmi les galeries du musée, des pièces de l'artisanat algérien sont exposées : bijoux, costumes et tapis. On y trouve également une des épées de l'Emir Abdelkader conservée dans une salle totalement dédiée à lui. Le musée abrite régulièrement des événements axés sur des thématiques culturelles diverses .
Le chaâbi, est le style musical traditionnel le plus populaire de la ville et de sa région. Les troupes Aïssawa sont également populaires. En outre Médéa est un foyer de rayonnement de la musique arabo-andalouse, et se rattache à la sanâa d'Alger

## Infrastructures collectives

### Éducation

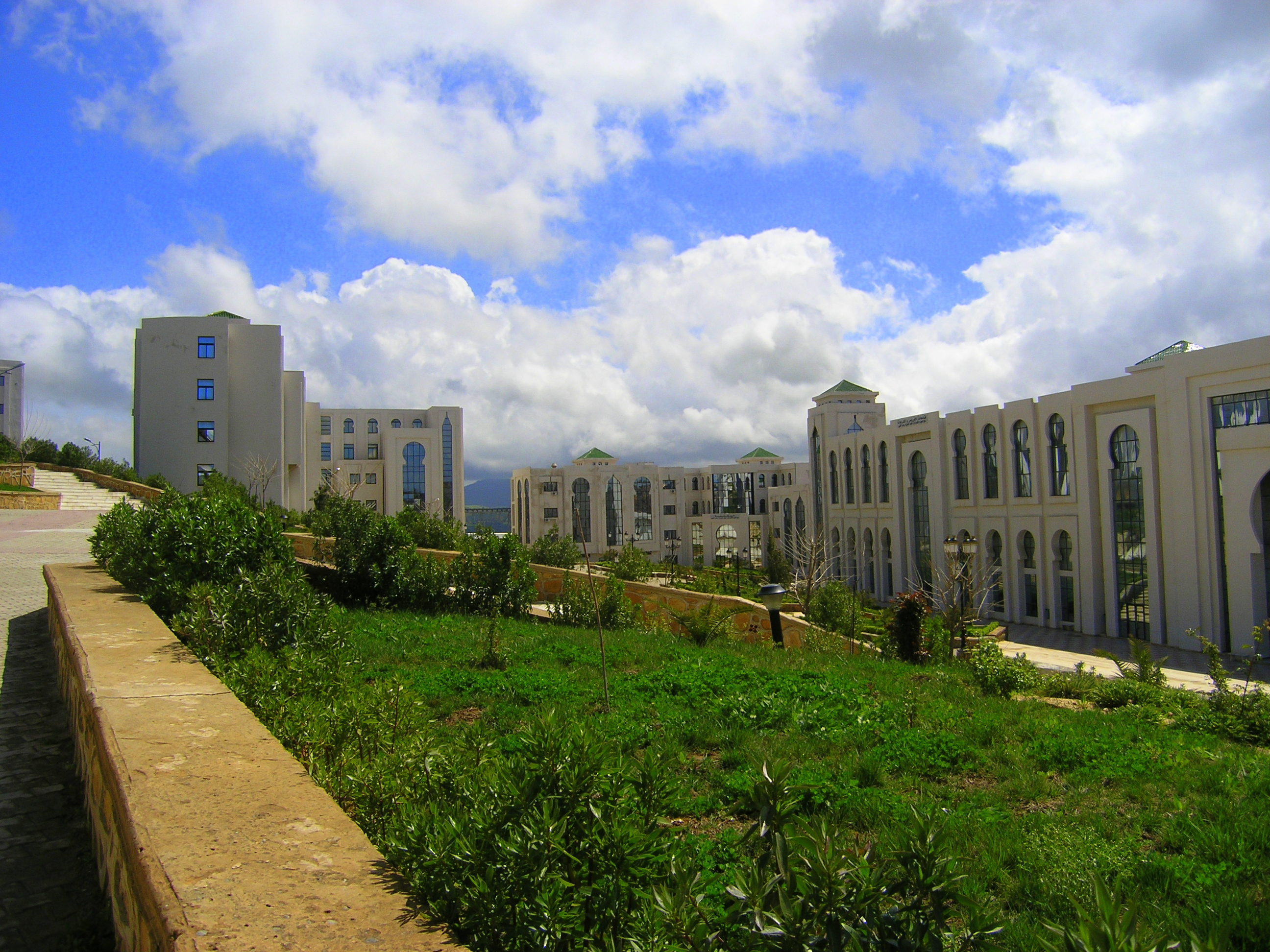
L'université de Médéa.

Depuis 2009, l'université Dr Yahia Farès de Médéa, dispose de six facultés :
- Faculté des sciences et de la technologie.
- Faculté des sciences économiques, des sciences commerciales et des sciences de gestion.
- Faculté des sciences humaines et sociales.
- Faculté des lettres et des langues.
- Faculté de droit.
- Faculté de la technologie.

### Santé
La commune dispose d'un hôpital public (EPH).

## Personnalités liées à Médéa
- Aldjia Noureddine Benallègue (1919-2015), première femme médecin algérienne, pédiatre, y est née ;
- Jean Richepin, poète et écrivain, qui fut membre de l'Académie française, y est né le 4 février 1849 ;
- Pierre Ségelle (1899-1960), ministre français, y est né[50] ;
- Mohamed Bencheneb (1869-1929), écrivain algérien et professeur à la grande faculté des lettres à Alger ;
- Saadane Benbabaali, né en 1948, professeur à la Sorbonne, écrivain, essayiste et poète algérien ;
- Edmond Faral, médiéviste français ;
- Joseph Sohet, attaché parlementaire, magistrat, écrivain ;
- Yaacov Choukroun, grand rabbin, assassiné pendant la guerre d'Algérie ;
- Meyer Jaïs (1907-1993), grand rabbin de Paris[51] ;
- Mahboub Bati (17 novembre 1919 - 21 février 2000) ;
- Ahmed Hadj Hamdi, journaliste, y est né en 1931.
- Foudil Skender (1901-1982), savant musulman connu par son maîtrise de Hadith.
- Mustapha Fekhar (1892-1979), savant musulman en jurisprudence islamique (fiqh et tafsir).
- Cherif Kortebi (1935-2010), musicien et compositeur, chef de l'orchestre de la radio. Il est l'auteur de l'hymne Min Adjlika ichna ya watani.
- Bachir Rouis, homme politique algérien, y est né en 1940.
- Djamel Tlemçani, ancien footballeur international de l'équipe nationale, y est né en 1955.

## Littérature
- Ali Boumahdi, L'homme-cigogne du Titteri, Paris, Éditions du Centurion, 1987  (ISBN 2-227-00800-8).
- Foûad Aïssani, Rapidium, Paris, Édilivre, 2016  (ISBN 978-2-334-23766-6).
- Jean Bensimon, Médéa Médée : une enfance en Algérie, Paris, Orizons, 2018  (ISBN 9791030901542)